# (27727) 1990 QM7
A (27727) 1990 QM7 a Naprendszer kisbolygóövében található aszteroida. Eric Walter Elst fedezte fel 1990. augusztus 20-án.